# John Callahan (színművész)
John Kevin Callahan (New York-Brooklyn, 1953. december 23. – Rancho Mirage, Kalifornia, 2020. március 28.) amerikai színész.

## Filmjei
Mozifilmek
- Marvin szobája (Marvin's Room) (1996)
- Övé és övé (His and Hers) (1997)
- Lost in the Woods (2009)
- eCupid (2011)
- Tentacle 8 (2014)
- Zoe Gone (2014)
- Do It or Die (2017)
- A Doggone Hollywood (2017)
- A Doggone Adventure (2018)

Tv-filmek
- M.A.D.D.: Mothers Against Drunk Drivers (1983)
- Nem mondhatsz nemet (When She Says No) (1984)
- A csontevő (Bone Eater) (2007)
- Ősgyík az őshüllő ellen (Dinocroc vs. Supergator) (2010)
- Sharkansas Women's Prison Massacre (2015)
- Ladies of the Lake (2016)

Tv-sorozatok
- Seven Brides for Seven Brothers (1982, egy epizódban)
- The Mississippi (1983, egy epizódban)
- Three's Company (1983, egy epizódban)
- Emerald Point N.A.S. (1983–1984, két epizódban)
- Days of our Lives (1983–2010, 118 epizódban)
- Fantasy Island (1984, egy epizódban)
- General Hospital (1984, egy epizódban)
- Hotel (1985, egy epizódban)
- Falcon Crest (1986–1988, 66 epizódban)
- Gyilkos sorok (Murder, She Wrote) (1987, 1989, két epizódban)
- Santa Barbara (1989–1992, 293 epizódban)
- All My Children (1992–2005, 408 epizódban)
- Kerge város (Spin City) (1997, egy epizódban)
- Született feleségek (Desperate Housewives) (2006, két epizódban)
- Veszélyes szerelem (Watch Over Me) (2006, négy epizódban)
- Döglött akták (Cold Case) (2008, egy epizódban)
- The Bay (2010, hat epizódban)

## További információ
- John Callahan a PORT.hu-n (magyarul)
- John Callahan az Internetes Szinkronadatbázisban (magyarul)
- John Callahan az Internet Movie Database-ben (angolul)
- John Callahan a Rotten Tomatoeson (angolul)